# Casa Nougués
La Casa Nougués es un edificio de San Miguel de Tucumán, Tucumán, Argentina. Originalmente fue construida como residencia de la familia del gobernador Luis Nougués, siendo en la actualidad sede del Ente Tucumán Turismo sobre la calle 24 de septiembre frente a Plaza Independencia.

## Historia
En 1908 Luis Nougués adquiere el solar del futuro inmueble a los herederos de Manuel Paz. Allí el político tucumano proyectó construir la residencia para él y su familia. Los trabajos comenzaron en 1911, siendo obra de los arquitectos Lanús y Hary y José de Bassols. La casa fue concluida en 1913, como el segundo Petít hotel de Tucumán. En el espacio lindero se construyó la casa de Serafina Romero de Nougués en 1916, fungiendo anteriormente la intendencia capitalina y actualmente como centro cultural de la Universidad San Pablo T.
En 1970 la propiedad fue comprada por el gobierno provincial, realizando una remodelación de la casa por parte del arquitecto Ricardo Falci. En 1972 finalmente se la destinó como sede de la Secretaría de Turismo, función que mantiene hasta hoy en día como Ente Autárquico Tucumán Turismo. La casa Nougués es, desde 2005, patrimonio cultural de la provincia.

## Descripción
La Casa Nougués posee 4 plantas comunicadas por un ascensor, en una superficie de 958 m². En la planta baja y el cuarto piso funcionaba el depósito y las habitaciones de servicio, en el segundo piso el salón de recepción de invitados y en el tercer piso estaban las habitaciones de los miembros de la familia Nougués. Asimismo posee un patio pavimentado de acceso y un jardín de invierno.